# 忠清道
忠清道（：／ Chungcheong-do）是昔日朝鮮八道之一，位於朝鮮半島西南部，道府位於公州（공주）。

## 沿革
1356年設道。道名由忠州 （충주）和清州 （청주）合成。
1895年，朝鮮行二十三府制。本道被分為三府，即東部的忠州府、西南部的洪州府（홍주부）和中部的公州府。翌年即廢，公州府西部和洪州府合併為忠清南道，忠州府、公州府東部合併為忠清北道。兩道目前皆為南韓所轄。

## 地理
本道傳統上稱為湖西。東為江原道、慶尚道，西為黃海，南為全羅道，北為京畿道。地勢東高西低。
主要城市有忠州、清州、公州、大田、天安等。